# Wapen van Wilsum

Het wapen van Wilsum per 1819

Het wapen van Wilsum per 1899

De Overijsselse gemeente Wilsum heeft in haar bestaan twee gemeentewapens gehad. Het eerste wapen van Wilsum werd op 24 november 1819 per besluit door de Hoge Raad van Adel bevestigd. Het tweede werd per 24 mei 1899 per Koninklijk Besluit toegekend. Vanaf 1937 is dit wapen niet langer als gemeentewapen in gebruik omdat de gemeente Wilsum opging in de gemeente IJsselmuiden.

## Blazoenering
De blazoenering van het eerste wapen per 24 november 1819 luidt als volgt:
Van lazuur, beladen met een op een groen terras staande stadspoort met drie gecreveleerde torens, op de middelste is zittende een zilveren pelikaan, deszelfs jongen voedende. Het schild gedekt met een gouden kroon.
Niet vermeld is dat het wapen is gekroond met een markiezenkroon met vijf bladeren.
De blazoenering van het tweede wapen per 24 mei 1899 als volgt:
In lazuur een op een terras van sinopel staande stadspoort met drie gecreveleerde torens, op den middelste een pelikaan hare jongen voerende, alles van zilver. Het schild gedekt met een vijfbladerige gouden kroon.

## Verklaring

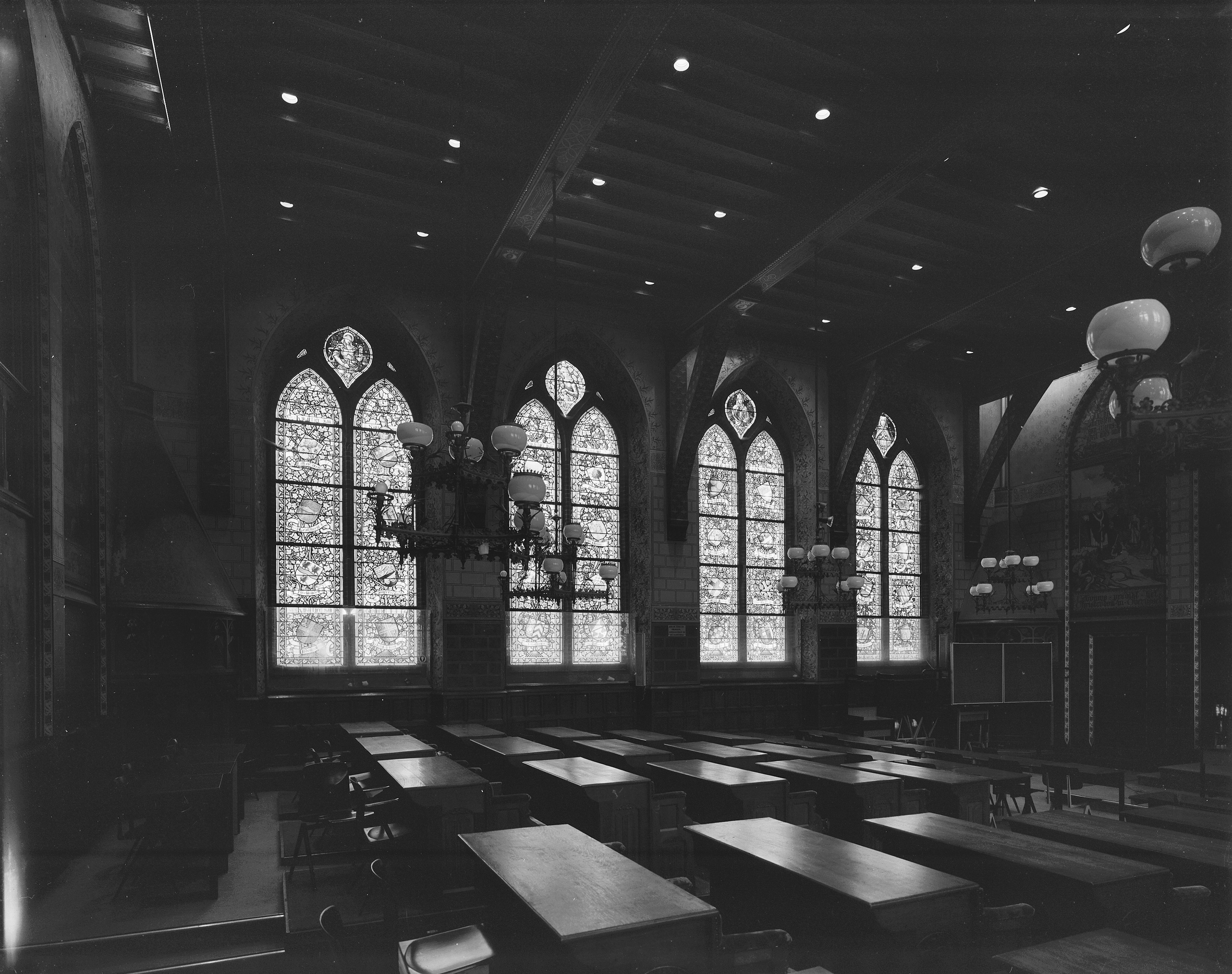
De glas in loodramen in het voormalige provinciehuis in Zwolle

Bij de site Nederlandse Gemeentewapens zijn de betekenis en de oorsprong van het wapen onbekend. In een krantenartikel van De Stentor gaat men in op de betekenis van een pelikaan. Pelikanen hebben tijdens de broedtijd een rode plek op de borst. In het volksgeloof geloofde men dat zij hun jongen met hun eigen bloed voedden en daartoe met de snavel een gaatje in hun borst maakten. Daarmee staat de pelikaan symbool van opofferende moederliefde, met name voor Christus' offerdood. Zij staat ook symbool voor de opstanding, omdat zij volgens de sage haar jongen zo liefhebbend aan de borst drukt dat zij stikken, waarop de moeder ze weer tot leven wekt met het bloed uit haar borst. Ook kan men in kerken vaak lessenaars vinden in de vorm van pelikanen.
Waarom de gemeente in 1898 een nieuw wapen heeft aangevraagd is niet bekend. Wellicht speelt de bouw van een nieuwe vergaderzaal voor de Staten van Overijssel eind 19e eeuw een rol, waarin wapens van gemeenten opgenomen zouden worden in de ramen. Misschien moest het oude wapen meer in overeenstemming komen met de heraldische richtlijnen. In de Statenzaal wordt het wapen afgebeeld met een bisschop als schildhouder.
Het tweede wapen heeft op de officiële tekening geen puntdaken, maar de beschrijving van beide wapens komen met elkaar overeen.
Ambt Almelo
· Ambt Delden
· Ambt Hardenberg
· Ambt Ommen
· Ambt Vollenhove
· Avereest
· Bathmen
· Blankenham
· Blokzijl
· Brederwiede
· Den Ham
· Denekamp
· Diepenheim
· Diepenveen
· Genemuiden
· Giethoorn
· Goor
· Grafhorst
· Gramsbergen
· Hasselt
· Heino
· Holten
· IJsselham
· IJsselmuiden
· Kamperveen
· Kuinre
· Lonneker
· Markelo
· Nieuwleusen
· Noordoostpolder
· Oldemarkt
· Olst
· Ootmarsum
· Rijssen
· Stad Almelo
· Stad Delden
· Stad Hardenberg
· Stad Ommen
· Stad Vollenhove
· Steenwijk
· Steenwijkerwold
· Urk
· Vollenhove
· Vriezenveen
· Wanneperveen
· Weerselo
· Wijhe
· Wilsum
· Zalk en Veecaten
· Zwartsluis
· Zwollerkerspel